# Копенкин, Сергей Викторович
Сергей Викторович Копенкин (род. 26 ноября 1971, Токмак) — советский и киргизский боксёр, представитель лёгкой весовой категории. Выступал за сборную Кыргызстана по боксу в 1990-х годах, призёр ряда крупных международных турниров, участник летних Олимпийских игр в Атланте. Мастер спорта СССР. Тренер по боксу.

## Биография
Сергей Копенкин родился 26 ноября 1971 года в городе Токмак Киргизской ССР. Занимался боксом в местной спортшколе.
В 1986 году одержал победу на первенстве СССР среди спорт-интернатов, профтехобразования и профсоюзов во Фрунзе. Выполнил норматив мастера спорта СССР.
Впервые заявил о себе на международном уровне в сезоне 1995 года, когда вошёл в состав киргизской сборной и выступил на чемпионате мира в Берлине, где остановился в 1/16 финала лёгкой весовой категории.
В 1996 году выступил на Кубке мэра в Себу и на азиатском олимпийском квалификационном турнире в Бангкоке, где сумел дойти до стадии полуфиналов лёгкого веса — тем самым удостоился права защищать честь страны на летних Олимпийских играх в Атланте. На Олимпиаде в категории до 60 кг благополучно прошёл итальянца Кристиана Джантомасси, однако в 1/8 финала со счётом 1:10 потерпел поражение от румына Леонарда Дорофтея и выбыл из дальнейшей борьбы за медали. Дорофтей в итоге стал бронзовым призёром этого олимпийского турнира.
Впоследствии Сергей Копенкин работал тренером по боксу в спортивной школе «Торпедо» в Челябинске, тренер высшей квалификационной категории.